# Ekwele
El ekwele o ekuele fue la moneda oficial de Guinea Ecuatorial entre 1975 y 1985. Su código ISO 4217 es GQE. Está dividido en 100 céntimos, aunque no se han acuñado monedas de esta denominación. La denominación ekuele fue utilizada hasta 1979, y la denominación ekwele (plural: bipkwele) fue usada después.
El ekwele reemplazó a la peseta ecuatoguineana a la par en 1975. En 1985 el Franco CFA sustituyó al ekwele con una tasa de cambio de 1 CFA = 4 GNE. Las primeras acuñaciones del franco CFA en Guinea tenían el nombre del país propio en su anverso (en vez de États de l'Afrique Centrale) y la denominación "francos" en español.

## Monedas
Las primeras monedas fueron acuñadas en 1975 con las denominaciones de 1, 5 y 10 ekuele. En 1980 y 1981 se acuñaron monedas de 1 ekwele, 5, 25 y 50 bipkwele. De esta última serie se acuñó un número muy reducido de piezas. A continuación se muestran las características de las monedas.
| Denominación | Emisión | Metal | Diámetro (mm) | Peso (g) | Anverso                                                                 | Reverso                            | Imagen |
| ------------ | ------- | ----- | ------------- | -------- | ----------------------------------------------------------------------- | ---------------------------------- | ------ |
| 1 ekuele     | 1975    | Cu+Ni | 19,00         | 2,40     | Francisco Macías Nguema REPÚBLICA DE GUINEA ECUATORIAL año de acuñación | Valor facial Picos, palas y azadas |        |
| 5 ekuele     | 1975    | Cu+Ni | 21,00         | 3,40     | Francisco Macías Nguema REPÚBLICA DE GUINEA ECUATORIAL año de acuñación | Valor facial Campesinos            |        |
| 5 bipkwele   | 1980    | Cu+Ni | 23,50         | 4,80     | Francisco Macías Nguema REPÚBLICA DE GUINEA ECUATORIAL año de acuñación | Valor facial                       |        |
| 10 ekuele    | 1975    | Cu+Ni | 24,00         | 5,20     | Francisco Macías Nguema REPÚBLICA DE GUINEA ECUATORIAL año de acuñación | Valor facial Gallo                 |        |
| 25 bipkwele  | 1980    | Cu+Ni | 25,50         | 6,50     | Francisco Macías Nguema REPÚBLICA DE GUINEA ECUATORIAL año de acuñación | Valor facial Escudo de armas       |        |
| 50 bipkwele  | 1980    | Cu+Ni | 29,00         | 10,10    | Francisco Macías Nguema REPÚBLICA DE GUINEA ECUATORIAL año de acuñación | Valor facial Escudo de armas       |        |

## Billetes
Los billetes fueron impresos por el Banco Popular en 1975, con denominaciones desde 25 a 1000 ekuele, mientras que el Banco de Guinea Ecuatorial imprimió en 1979 billetes de 100 a 5000 bipkwele.
Durante los primeros años en que entró en vigor el ekwele, era normal encontrar billetes con denominaciones (de 500 pesetas sobre todo) en antiguas pesetas sellados por el Banco Central de Guinea indicando su valor correspondiente en ekweles.
A continuación se detallan las características de los billetes:
| Denominación | Efigie                  | Color predominante | Imagen del anverso | Imagen del reverso |
| ------------ | ----------------------- | ------------------ | ------------------ | ------------------ |
| 25 ekwele    | Francisco Macías Nguema | Violeta            |                    |                    |
| 50 ekwele    | Francisco Macías Nguema | Marrón             |                    |                    |
| 100 ekwele   | Francisco Macías Nguema | Verde              |                    |                    |
| 500 ekwele   | Francisco Macías Nguema | Azul               |                    |                    |
| 1000 ekwele  | Francisco Macías Nguema | Rojo               |                    |                    |
| 5000 ekwele  | Francisco Macías Nguema | Azul               |                    |                    |